# 宇宙でたったひとつの今日
「宇宙でたったひとつの今日」（うちゅうでたったひとつのきょう）は、平松愛理の20枚目のシングル。発売日は1997年6月4日。

## 解説
「宇宙でたったひとつの今日」は、トヨタ イプサムCMイメージソング。
アルバム『fine day』には表題曲、カップリング曲ともにアルバムバージョンで収録されている。

## 収録曲
全作詞・作曲：平松愛理　編曲：清水信之
1. 宇宙でたったひとつの今日
2. ドラマの予感
3. 宇宙でたったひとつの今日（オリジナル・カラオケ）
4. ドラマの予感（オリジナル・カラオケ）